# Munir Mangal
Munir Mohamad Mangal (ur. 1950, zm. 2 maja 2020) – afgański generał, oficer Afgańskich Sił Zbrojnych, którego zawodowa kariera wojskowa trwała ponad 40 lat. Przed przejściem na emeryturę w 2016 r. służył na wysokich stanowiskach wojskowych i rządowych, głównie jako dowódca Afgańskiej Policji Narodowej.

## Biografia
Mangal urodził się w Dystrykcie Samkanay w prowincji Paktija w 1950 r. Uczęszczał do szkoły podstawowej i wojskowej w Kabulu. Następnie wyjechał do Związku Radzieckiego, gdzie ukończył studia magisterskie w zakresie spraw wojskowych.
W 1972 r. rozpoczął swoją zawodową karierę wojskową jako porucznik w Kabulskiej Dywizji Artylerii. Podczas inwazji Stanów Zjednoczonych na Afganistan w 2001 r., Mangal przyczynił się do utworzenia nowej Afgańskiej Armii Narodowej i pełnił funkcję dowódcy korpusu. Został również wiceministrem spraw wewnętrznych ds. bezpieczeństwa. 
W 2016 r. odszedł z Afgańskiej Policji Narodowej i przeszedł na emeryturę. 
Munir Mangal zmarł 2 maja 2020 r. na COVID-19, podczas pandemii wirusa SARS-CoV-2 w Afganistanie. Jest to jak dotąd najwyżej postawioną osobą w kraju, która zmarła wskutek pandemii koronawirusa. Na COVID-19 zmarł również jeden z jego synów. 